# Stepan Passitschnyk
Stepan Bohdanowytsch Passitschnyk (ukrainisch Степан Богданович Пасічник, wiss. Transliteration Stepan Bohdanovyč Pasičnyk; geboren am 9. Januar 1998) ist ein derzeit nicht international aktiver ukrainischer Skispringer.

## Werdegang
Stepan Passitschnyk trat ab 2012 in ersten internationalen Wettbewerben unter dem Dach der Fédération Internationale de Ski, unter anderem dem FIS Cup, in Erscheinung. Am 13. Dezember 2013 gab er im norwegischen Rena sein Debüt im Continental Cup der Nordischen Kombination im Rahmen der Saison 2013/14. Dabei sprang er auf den 86. Platz.
Passitschnyk nahm am Einzelwettkampf von der Normalschanze beim Europäischen Olympischen Winter-Jugendfestival 2015 in Tschagguns teil und erreichte den 15. Platz. Bei den Nordischen Junioren-Skiweltmeisterschaften 2015 in Almaty sprang er in dem gleichen Wettbewerb auf den 47. Rang. Einige Wochen später nahm er auch an den Nordischen Skiweltmeisterschaften 2015 in Falun teil. Dort scheiterte er sowohl im Einzelspringen von der Normalschanze als auch in dem von der Großschanze an der Qualifikation für den Wettkampf.

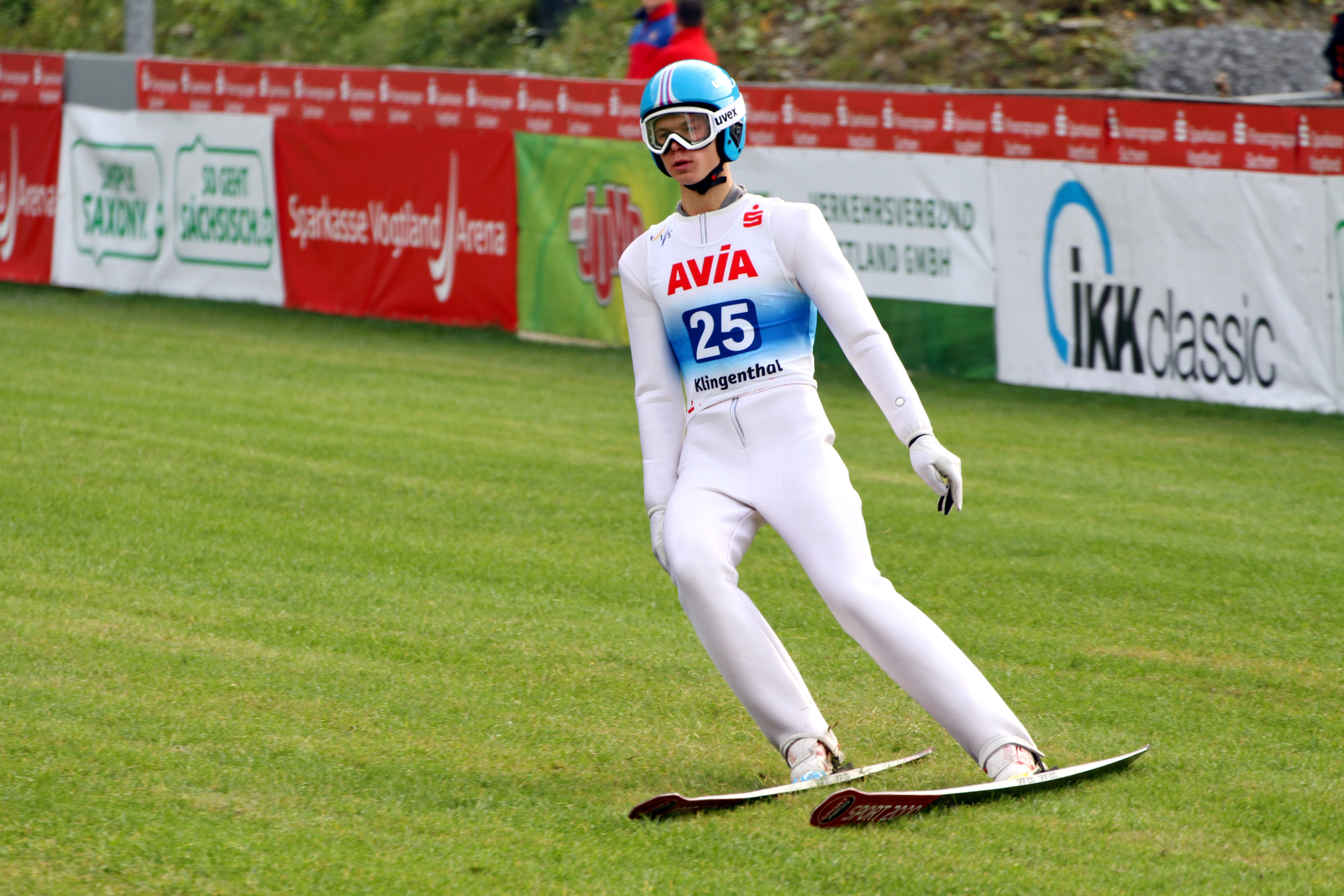
Passitschnyk beim Continental Cup in Klingenthal (Sommer 2017)

Bei den Olympischen Jugend-Winterspielen 2016 in Lillehammer wurde Passitschnyk 13. im Einzelwettkampf von der Normalschanze. Im rumänischen Râșnov erreichte er bei den Junioren-Skiweltmeisterschaften 2016 den 53. Rang beim Springen von der Normalschanze. In dem gleichen Wettkampf erzielte er ein Jahr später bei den Junioren-Skiweltmeisterschaften 2017 in Park City den 49. Rang und bei den Nordischen Skiweltmeisterschaften 2017 in Lahti den 50. Rang in der Qualifikation für den Wettbewerb, die er damit verpasste.
Seit Anfang Oktober 2017 trat Passitschnyk zu keinen Wettbewerben der Fédération Internationale de Ski mehr an.